# Chliara novicia
Chliara novicia är en fjärilsart som beskrevs av William Schaus 1906. Chliara novicia ingår i släktet Chliara och familjen tandspinnare. Inga underarter finns listade i Catalogue of Life.